# Buonaccorso Buonaccorsi
Pour les articles homonymes, voir Buonaccorsi.
Buonaccorso Buonaccorsi (né vers 1620 à Montesanto dans les Marches, alors dans les États pontificaux, et mort le 18 avril 1678 à Bologne) est un cardinal italien du XVIIe siècle.

## Biographie
Buonaccorso Buonaccorsi est référendaire au tribunal suprême de la Signature apostolique et exerce des fonctions au sein de la chambre apostolique, notamment comme trésorier.
Le pape Clément IX le crée cardinal lors du consistoire du 29 novembre 1669. Il est légat apostolique à Bologne.
Buonaccorsi participe au conclave de 1669-1670 (élection de Clément X) et au conclave de 1676 (élection d'Innocent XI).

## Source
- Biographie du cardinal sur le site fiu.edu